# Захід на посадку візуальний

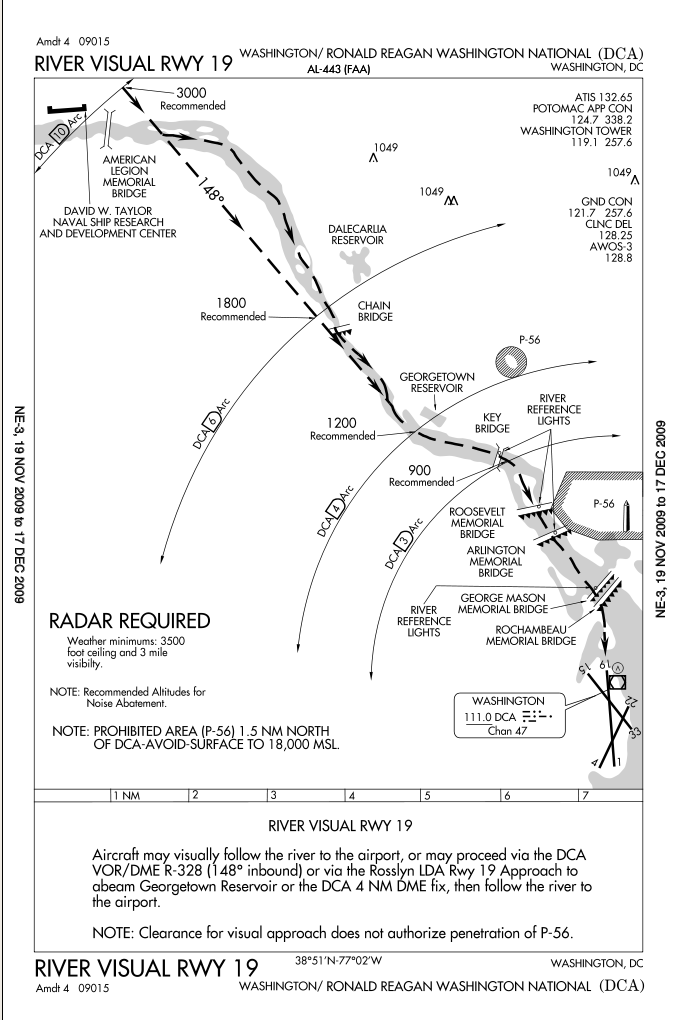
Навігаційна карта для візуального заходу на ЗПС River 19 в аеропорту ім. Рональда Рейґана у м. Вашинґтон. Екіпаж пілотує над р. Потомак аж до мостом Rochambeau Memorial, над яким здійснюють розворот на посадкову смугу.

Візуáльний захíд на посáдку (англ. visual approach) є заходом на ЗПС в аеропорту, в якому діють правила польотів за приладами (ППП), однак пілот здійснює посадку згідно зовнішніх видимих орієнтирів за умов достатньої видимості посадкової смуги. Екіпаж повинен мати зоровий контакт або з аеропортом або з бортом, що слідує безпосередньо перед ним. Цей тип заходу повинен бути санкціонований та контролюватися авіадиспетчерською службою . Визначення ІСАО доповнює, що візуальний захід може бути розпочатий, якщо один або всі суб'єкти заходу ще не ініціювали процедури по заходу за правилами польотів за приладами. Положення FAA США в сутності є ідентичним згаданому.

## Мета
Візуальний захід дозволяє екіпажу здійснити посадку на ЗПС без необхідності здійснювати інструментальний захід.  
Така можливість здатна суттєво зменшити навантаження на пілота та диспетчерську службу, та прискорити виконання злітно-посадкових операцій, скорочуючи тривалість та довжину польоту в зоні аеропорту.  
Здійснення коротшого візуального маршруту на відміну від ускладненої схеми заходу за процедурою ППП (англ. Instrument Approach Procedure) здатне убезпечити екіпаж, так як критично важливі фази заходу та посадки стаються здебільшого, коли пілот чи екіпаж втомлені здійсненим польотом. Диспетчерська служба також схвалює здійснення візуальних польотів, оскільки останні є найоптимальнішими стосовно зменшення трафіку (це особливо важливо в завантажених аеропортах).  Візуальні заходи суттєво зменшують робоче навантаження на диспетчера, оскільки в такому випадку нормативи по інтервалах ППП не застосовуються в обов'язковому порядку (лягаючи безпосередньо на плечі екіпажа, який дотримується на свій страх та ризик), що кардинальним чином впливає на продуктивність диспетчерського обслуговування.